# Les Deux Chiens et l'Âne mort
Les Deux Chiens et l'Âne mort est la vingt-cinquième fable du livre VIII de Jean de La Fontaine situé dans le second recueil des Fables de La Fontaine, édité pour la première fois en 1678.

## Texte de la fable
Les vertus devraient être sœurs,

Ainsi que les vices sont frères :

Dés que l’un de ceux-ci s’empare de nos cœurs,

Tous viennent à la file, il ne s’en manque guères ;

J’entends de ceux qui n’étant pas contraires

Peuvent loger sous même toit.

À l’égard des vertus, rarement on les voit

Toutes en un sujet éminemment placées

Se tenir par la main sans être dispersées.

L’un est vaillant, mais prompt ; l’autre est prudent, mais froid.

Parmi les animaux le Chien se pique d’être

Soigneux et fidèle à son maître ;

Mais il est sot, il est gourmand :

Témoin ces deux mâtins qui dans l’éloignement

Virent un Âne mort qui flottait sur les ondes.

Le vent de plus en plus l’éloignait de nos Chiens.

Ami, dit l’un, tes yeux sont meilleurs que les miens.

Porte un peu tes regards sur ces plaines profondes.

J’y crois voir quelque chose : Est-ce un Bœuf, un Cheval ?

Hé qu’importe quel animal ?

Dit l’un de ces Mâtins ; voilà toujours curée .

Le point est de l’avoir ; car le trajet est grand ;

Et de plus il nous faut nager contre le vent.

Buvons toute cette eau ; notre gorge altérée

En viendra bien à bout : ce corps demeurera

Bientôt à sec, et ce sera

Provision pour la semaine.

Voila mes Chiens à boire ; ils perdirent l’haleine,

Et puis la vie ; ils firent tant

Qu’on les vit crever à l’instant.

L’homme est ainsi bâti. Quand un sujet l’enflamme

L’impossibilité disparaît à son âme.

Combien fait-il de vœux, combien perd-il de pas ?

S’outrant pour acquérir des biens ou de la gloire ?

Si j’arrondissais mes États !

Si je pouvais remplir mes coffres de ducats !

Si j’apprenais l’hébreu, les sciences, l’histoire !

Tout cela, c’est la mer à boire ;

Mais rien à l’homme ne suffit :

Pour fournir aux projets que forme un seul esprit

Il faudrait quatre corps ; encor loin d’y suffire

À mi-chemin je crois que tous demeureraient :

Quatre Mathusalems bout à bout ne pourraient

Mettre à fin ce qu’un seul désire.
— Jean de La Fontaine, Fables de La Fontaine, Les Deux Chiens et l'Âne mort, texte établi par Jean-Pierre Collinet, Fables, contes et nouvelles, Gallimard, « Bibliothèque de la Pléiade », 1991, p. 336